# Philippe Dodrimont
Pour les articles homonymes, voir Dodrimont.
 (novembre 2019).
Si vous disposez d'ouvrages ou d'articles de référence ou si vous connaissez des sites web de qualité traitant du thème abordé ici, merci de compléter l'article en donnant les références utiles à sa vérifiabilité et en les liant à la section « Notes et références ».
Philippe E.P.Gh. Dodrimont, né le 1er juin 1964 à Aywaille est un homme politique belge, membre du Mouvement réformateur. Il a été élu au conseil provincial en 1987, devenant par la même occasion le plus jeune conseiller provincial du Pays. Ensuite, il entama sa carrière communale avec respectivement les fonctions de conseiller (89-93), échevin (93-02) et bourgmestre (de 2003 à 2018). Il a réalisé tant en 2006, qu'en 2012 le meilleur taux de pénétration de l'arrondissement de Liège, réunissant personnellement les suffrages de près de 40 % des électeurs de sa commune.  
Député wallon depuis 2009, il est aussi le président du MR de l'arrondissement de Liège (élu en 2004, 2008 et 2012). En 2018, il a choisi de se présenter à la dernière place de sa liste aux élections communales, permettant à Thierry Carpentier de lui succéder à la fonction mayorale. En 2019, il est à nouveau élu au parlement wallon et reconduit dans sa fonction de sénateur. Depuis le 17 septembre 2019, il est secrétaire au sein du bureau du parlement de la Fédération Wallonie Bruxelles  
Grand amateur de sports, il se passionne pour le cyclisme qu'il pratique régulièrement. Supporter inconditionnel de Philippe Gilbert, il a organisé dans sa commune le championnat de Belgique sur route en 2009. Philippe Dodrimont est aussi auteur de trois pièces de théâtre, une autre de ses passions. Il écrit mais aussi joue son propre rôle dans ces pièces qui ont diverti des centaines de spectateurs. Il est marié depuis 1988 et père d'une fille (Anna), née en 1996. Avec son épouse et sa fille, il vit aussi intensément aux côtés de nombreux animaux (chats, chevaux, ânes).
Le 17 janvier 2020, Philippe Dodrimont a reçu le titre d'Officier de l'Ordre de la Couronne lors d'une cérémonie au Sénat.

## Carrière professionnelle
- 1986-1988 : secrétaire du parlementaire Joseph Bonmariage
- 1988-1993 : employé au Ministère de la Justice
- 1993-1995 : employé à la Province de Liège
- 1995-1998 : employé à l'Association Liégeoise d'Électricité

Depuis 1998, Philippe Dodrimont se consacre entièrement à la politique.

## Carrière politique
- 1987-2009 : conseiller provincial de la  Province de Liège
- 1989 - 1993 : conseiller communal d'Aywaille
- 1993-2002 : échevin d'Aywaille
- 2003-2018 : bourgmestre d'Aywaille
- 2004-    : président de la fédération d'arrondissement de Liège du MR (3e mandat en cours)
- 2009-    : député wallon et de la Communauté française (en cours)
- 2018-    : sénateur (en cours)[7]
- octobre 2018 : chef de groupe au conseil communal (Ensemble)
- 2019- : secrétaire au sein du bureau du Parlement de la Fédération Wallonie-Bruxelles